# Luigi Contessi
Luigi Contessi (Brescia, 14 d'agost de 1894 – Brescia, 23 de febrer de 1967) va ser un gimnasta artístic italià que va competir en els anys posteriors a la Primera Guerra Mundial.
El 1920 va prendre part en els Jocs Olímpics d'Anvers, on guanyà la medalla d'or en el concurs complet per equips del programa de gimnàstica.